# Littoridina gaudichaudii
Littoridina gaudichaudii fue una especie de molusco gasterópodo de la familia Hydrobiidae en el orden de los Mesogastropoda.

## Distribución geográfica
Fue  endémica de Ecuador.